# Nur-Banu
Titres
Favorite du sultan ottoman
7 septembre 1566 – 15 décembre 1574
8 ans, 3 mois et 8 jours
2e Sultane Validé de l'Empire Ottoman
15 décembre 1574 – 7 décembre 1583
8 ans, 11 mois et 22 jours
Nurbanu Sultan (turc ottoman : نور بانو سلطان « reine de la lumière »), née vers 1525-1583 et morte le 7 décembre 1583 à Constantinople, fut la favorite puis l'épouse du sultan ottoman Selim II. Elle fut l'une des figures les plus influentes durant le sultanat des femmes.

## Origines
Diverses théories coexistent à propos de ses origines :
- Selon la théorie la plus répandue, Nurbanu serait née Cecilia Venier Baffo, fille naturelle de Nicolo Venier et de Violante Baffo, née vers 1525 à Paros, île aujourd'hui grecque mais faisant alors partie de la république de Venise ; elle serait alors membre de la noble famille vénitienne Venier et aussi une lointaine descendante du duc de Naxos, Marco Sanudo[2]. Elle aurait été capturée en 1537 sur l'île de Paros dont son père était le seigneur lors de la conquête de l'île par la flotte ottomane commandée par Khayr ad-Din Barberousse et vendue au marché des esclaves à Constantinople[3].
- Selon Benjamin Arbel et les auteurs qui l'ont suivi, elle serait issue d'une famille grecque de Corfou[4].
- Selon Ahmet Refik et les auteurs qui l'ont suivi, elle serait d'origine juive, une théorie rejetée par l'Encyclopædia of Islam[1].

## Favorite du prince
Elle devient la favorite du prince Selim, alors gouverneur de la province de Manisa. Elle accouche de 3 filles en 1544-1445, Esmehan, Gevherhan et Sah, avant de donner naissance à un fils, Mourad, en 1546.

## Favorite puis épouse du sultan
En 1566, à la mort du sultan Soliman, Selim II monte sur le trône et son fils, le prince Mourad devient l'héritier du trône.
Selim prit différentes concubines mais Nurbanu demeura sa favorite en raison de sa beauté et de son intelligence. Elle était sa conseillère pour différentes affaires car il respectait ses jugements.
En tant que favorite du Sultan, Nur-Banu recevait 1000 aspers par jour alors que les autres concubines, chacune mère d'un prince, ne recevaient que 40 aspers par jour.
En 1571, Nurbanu devient officiellement l'épouse de Selim.

## Mère du Sultan
Lorsque meurt Selim II, en 1574, son fils Mourad était gouverneur de Manisa. Craignant que quelqu'un d'autre prenne le pouvoir, Nur-Banu cache le cadavre de son époux dans un compartiment à glaces et envoie une lettre à son fils lui demandant de rentrer à Constantinople immédiatement. La mort du Sultan ne fut rendue publique qu'après l'arrivée de Mourad, 12 jours plus tard.
Son fils devint alors sultan sous le nom de Mourad III et elle obtient le titre de sultane validé, le poste le plus élevé qu'une femme pouvait obtenir dans l'Empire ottoman. Son influence grandit et ce fut elle qui marqua le début du sultanat des femmes. Elle exerçait son pouvoir en collaboration avec son gendre le grand vizir Sokollu Mehmed Pacha parce que, étant une femme de la famille impériale, quel que soit son rang, ses mouvements étaient limités.
Ainsi, Nurbanu, comme d'autres sultanes, utilisait les services d'une « agente », une intermédiaire de confiance. L'une des plus célèbres était Esther Handali qui occupa une place importante dans la politique ottomane du XVIe siècle. Son époux, Eliya Handali, membre éminent de la communauté juive de Constantinople, était l'un des fournisseurs du Harem. Il vendait à la fois des bijoux précieux, des étoffes rares et des colifichets de luxe. Devenue veuve, Esther reprend ces activités à son compte. Contrairement à son époux, elle avait le droit d'entrer directement en contact les femmes du Harem. Riche, cultivée et ambitieuse, Esther était au courant de toutes les intrigues, souvent même avant le grand vizir. Elle faisait sortir lettres et messages de Topkapi et tout aussi discrètement, apportait les réponses. Nur-banu et Esther, d'abord associées deviennent au fil du temps de grandes amies. Leur proximité fit même courir la rumeur d'une liaison saphique.

## Mort et funérailles

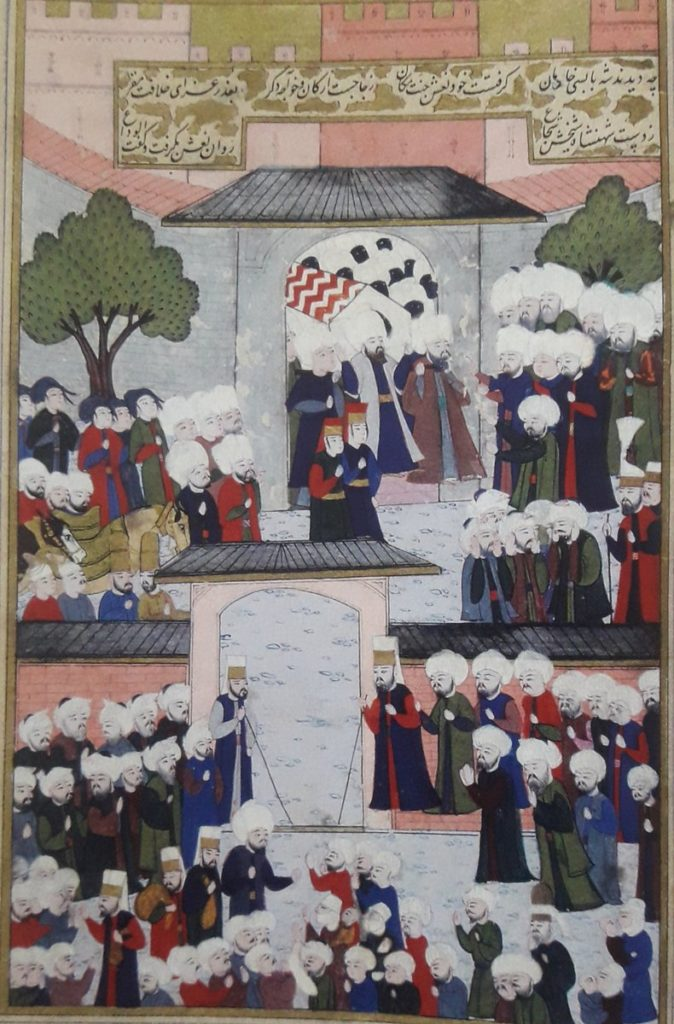
L'enterrement de Nurbanu, Nakkach Osman, palais de Topkapı.

Le 7 décembre 1583, Nurbanu tomba soudainement malade et ne put être sauvée. Elle mourut sans doute d'une cause naturelle, mais des rumeurs circulèrent sur son probable assassinat par empoisonnement par un espion génois ou par une rivale dans le Harem Impérial. Au moment de sa mort, elle avait environ 60 ans, ce qui était considéré comme un âge avancé à l'époque.
Elle a joui d'honneurs extraordinaires, non seulement pendant sa vie, mais aussi après sa mort. Contrairement à la coutume selon laquelle le sultan restait dans le palais pendant les funérailles, Mourad accompagna le cercueil de sa mère à pied, pleurant tout en marchant jusqu'à la mosquée de Mehmed le Conquérant, où les prières funéraires ont été dites.
Le choix de la mosquée du Conquérant, la plus éloignée parmi les mosquées des sultans du palais impérial, a assuré à la fois un nombre maximum de prières de passants pour l'âme de Nurbanu et l'appréciation maximale des habitants de la capitale qui témoignèrent de leur respect pour la sultane validé.
Selon l'historien Selaniki, le « monde entier » était entassé dans la mosquée pour les prières funéraires. Pendant 40 jours, les hommes d'État haut-placés et les responsables religieux ont été tenus de témoigner leurs respects à la tombe de la sultane validé, alors que le Coran était lu continuellement.
Le caractère extraordinaire de cet enterrement est suggéré par le fait que, dans la vaste collection de la bibliothèque du palais de Topkapi, la seule miniature qui représente un événement dans la vie d'une femme, membre de la dynastie, illustre l'émergence du cortège funèbre de Nurbanu du Palais impérial.

## Politique étrangère
Elle n'oublia jamais ses origines vénitiennes et, durant ses neuf années de régence, sa relation avec la république de Venise était tellement partiale que la république de Gênes considérait Nurbanu comme son ennemie.
Elle a correspondu avec Catherine de Médicis, reine de France, et cherchait une alliance contre l'Empire Austro-Hongrois qui était la menace primaire des Ottomans et bloquait l'expansion de l'Empire dans l'Europe.

## Dans la littérature
Nurbanu Sultan a fait l'objet d'une biographie romancée par Katherine Nouri Hughes, The Mapmaker’s Daughter. The Confessions of Nurbanu Sultan, 1525–1583 A Novel, Delphinium Books, 2017. Cet ouvrage reprend l'hypothèse selon laquelle Nurbanu serait la fille naturelle de Nicolo Venier et de Violante Baffo, née sur l'île de Paros.